# Moggia (Einheit)
Moggia, auch Mogga, war ein italienisches Volumen- und Getreidemaß und galt als Malter. Es wurde regional unterschiedlich definiert.
Das Mailänder Maß stand in der Maßkette am Anfang und es waren
- 1 Moggia = 8 Star = 32 Quarter
- Korfu 1 Moggia = 5037 Pariser Kubikzoll = 99,9 Liter
- Ferrara 1 Moggia = 30.840 Pariser Kubikzoll = 611,754 Liter
- Grosseto 1 Moggia = 27.888 Pariser Kubikzoll = 553,197 Liter
- Mailand 1 Moggia = 6976 Pariser Kubikzoll und 7510 Pariser Kubikzoll = 138,3785 Liter und 148,971 Liter
- Mantua Ölmaß 1 Moggia = 5614 Pariser Kubikzoll = 111,361 Liter